# Equació d'ona electromagnètica

Fig.1 Ona electromagnètica

Els camps electromagnètics es propaguen per l'espai en forma d'ones, que poden viatjar a través d'un mitjà així com en el buit. Les equacions d'ona electromagnètiques són necessàries per descriure la propagació de les ones electromagnètiques, tant en presència de matèria com en el buit.

## Equacions d'ona i les equacions de Maxwell
Com es pot apreciar tenim equacions d'ona tant per al camp elèctric {\displaystyle {\vec {E}}} com per al flux magnètic {\displaystyle {\vec {B}}}, que són obtingudes a partir de les equacions de Maxwell havent de:
{\displaystyle \nabla \times {\vec {E}}=-{\frac {\partial {\vec {B}}}{\partial t}}}
{\displaystyle \nabla \times {\vec {B}}=\mu _{0}({\vec {J}}+\epsilon _{0}{\frac {\partial {\vec {E}}}{\partial t}})}
Per obtenir les equacions és necessari aplicar l'operador rotacional a ambdues.

### Equació d'ona per E
{\displaystyle \nabla \times (\nabla \times {\vec {E}})=-{\frac {\partial }{\partial t}}(\nabla \times {\vec {B}})}
Substituint {\displaystyle \nabla \times {\vec {B}}} i aplicant identitat de rotacional tenim:
{\displaystyle -\nabla ^{2}{\vec {E}}+\nabla (\nabla \cdot {\vec {E}})=-{\frac {\partial }{\partial t}}\mu _{0}({\vec {J}}+\epsilon _{0}{\frac {\partial {\vec {E}}}{\partial t}})}
Ara bé, sabem que la segona part del costat esquerre és zero i {\displaystyle {\vec {J}}} és zero en el buit, quedant-nos només
{\displaystyle -\nabla ^{2}{\vec {E}}=-\mu _{0}\epsilon _{0}{\frac {\partial ^{2}{\vec {E}}}{\partial t^{2}}}}
Ara, igualant a zero i sabent que {\displaystyle \mu _{0}\epsilon _{0}={\frac {1}{c^{2}}}}, essent  c  la velocitat de la llum, tenim l'equació d'ona per {\displaystyle {\vec {E}}}:
{\displaystyle \nabla ^{2}{\vec {E}}-{\frac {1}{c^{2}}}{\frac {\partial ^{2}{\vec {E}}}{\partial t^{2}}}=0}

### Equació d'ona per B
{\displaystyle \nabla \times (\nabla \times {\vec {B}})=\nabla \times (\mu _{0}({\vec {J}}+\epsilon _{0}{\frac {\partial {\vec {E}}}{\partial t}}))}
Aplicant les mateixes identitats que amb {\displaystyle {\vec {E}}} i sabent que {\displaystyle {\vec {J}}}, també és zero, ens queda:
{\displaystyle -\nabla ^{2}{\vec {B}}={\frac {1}{c^{2}}}{\frac {\partial }{\partial t}}(\nabla \times {\vec {E}})}
Substituint {\displaystyle \nabla \times {\vec {E}}} i igualant a zero, tenim l'equació d'ona per {\displaystyle {\vec {B}}}.
{\displaystyle \nabla ^{2}{\vec {B}}-{\frac {1}{c^{2}}}{\frac {\partial ^{2}{\vec {B}}}{\partial t^{2}}}=0}